# Angeli della basilica di Sant'Agostino
I due angeli della Basilica di Sant'Agostino sono due sculture in marmo collocate in cima all'altare della Basilica di Sant'Agostino a Roma. Nella biografia del Baldinucci sono attribuiti a Gian Lorenzo Bernini, e vi è anche testimonianza di un pagamento ricevuto da Bernini stesso. Con molta probabilità, lo scultore avrebbe delegato la realizzazione delle opere a uno dei suoi allievi, Giuliano Finelli.
Uno dei bozzetti in terracotta è conservata al Museo Ringling di Sarasota, negli Stati Uniti. Fu ritenuto autentica opera del Bernini dallo storico dell'arte Rudolf Wittwoker ed acquistato dal museo per $5880 nel 1961, avvenimento esaltato con vigore dai giornali dell'epoca. Tuttavia, il sito web del museo parla di un'opera progettata da Bernini e scolpita da Finelli.